# Scoach
Scoach war ein Gemeinschaftsunternehmen der Schweizer Börse SIX Swiss Exchange AG und der Deutsche Börse AG, das 2007 gegründet und Mitte 2013 aufgelöst wurde. Scoach fokussierte sich auf das Segment der strukturierten Produkte und entwickelte sich in kurzer Zeit zur führenden europäischen Börse in diesem Bereich. Die Scoach Europa AG bediente dabei mit der Frankfurter Plattform den deutschen und europäischen Markt, die Scoach Schweiz AG mit der Zürcher Plattform den Schweizer Markt.

## Geschichte
In einer gemeinsamen Pressemitteilung gaben die SWX Group und die Deutsche Börse AG am 5. Mai 2006 ihre Absicht bekannt, ihre Aktivitäten bei Optionsscheinen und Zertifikaten zu bündeln.
Die Vertragsunterzeichnung des gemeinsamen Projektes, das zunächst «Alex» benannt wurde, erfolgte am 23. Oktober 2006, der Betrieb wurde am 1. Januar 2007 aufgenommen. Seit 1. September 2007 firmierte das Joint Venture unter dem Namen «Scoach».
Am 28. April 2008 migrierte Scoach in Deutschland den Handel in rund 300.000 Produkten vom Parketthandel der Börse Frankfurt auf eine neue Version der vollelektronischen Handelsplattform Xetra. Dadurch erhielten die über 260 an der Handelsplattform angeschlossenen Banken und Wertpapierhandelshäuser direkten Zugriff auf das breiteste Spektrum an strukturierten Produkten weltweit. 
Das Gemeinschaftsunternehmen wurde per Mitte 2013 aufgelöst. Die Scoach Europa AG war seit 1. Juli 2013 eine hundertprozentige Tochtergesellschaft der Deutsche Börse AG und die Scoach Schweiz AG eine hundertprozentige Tochter der SIX Swiss Exchange AG. Beide Plattformen wurden unabhängig voneinander betrieben. Zum 1. November 2013 wurde die Scoach Europa AG in Börse Frankfurt Zertifikate AG umbenannt. Zeitgleich wurde für den Schweizer Markt die Scoach Schweiz AG in SIX Structured Products Exchange AG umbenannt. Die Marke Scoach verschwand damit in Deutschland.